# Paraboea guilinensis
Paraboea guilinensis är en tvåhjärtbladig växtart som beskrevs av L. Xu och Y.G. Wei. Paraboea guilinensis ingår i släktet Paraboea och familjen Gesneriaceae. Inga underarter finns listade i Catalogue of Life.